# Emilio Laiz Campos
Emilio Laiz Campos (Vicálvaro, 27 de diciembre de 1917 – Madrid, 21 de septiembre de 1983) fue un escultor español.

## Biografía
Con ocho años inició su aprendizaje en el estudio de Lorenzo Coullaut Valera, donde preparó su ingreso en la Escuela de Bellas Artes de Madrid.
Expuso por primera vez en 1940 en el Palacio de Cristal del Parque del Retiro de Madrid. Se le concedió el título de Mérito de la Asociación de Pintores y Escultores de Madrid. En la edición de 1944 recibió la Primera Medalla de Escultura.
Fue nombrado caballero de las órdenes de Alfonso X el Sabio, de Isabel la Católica y de Simón Bolívar. Obtuvo la Medalla de Andrés Bello y la Medalla de Arte Litúrgico de Roma.

## Selección de obras

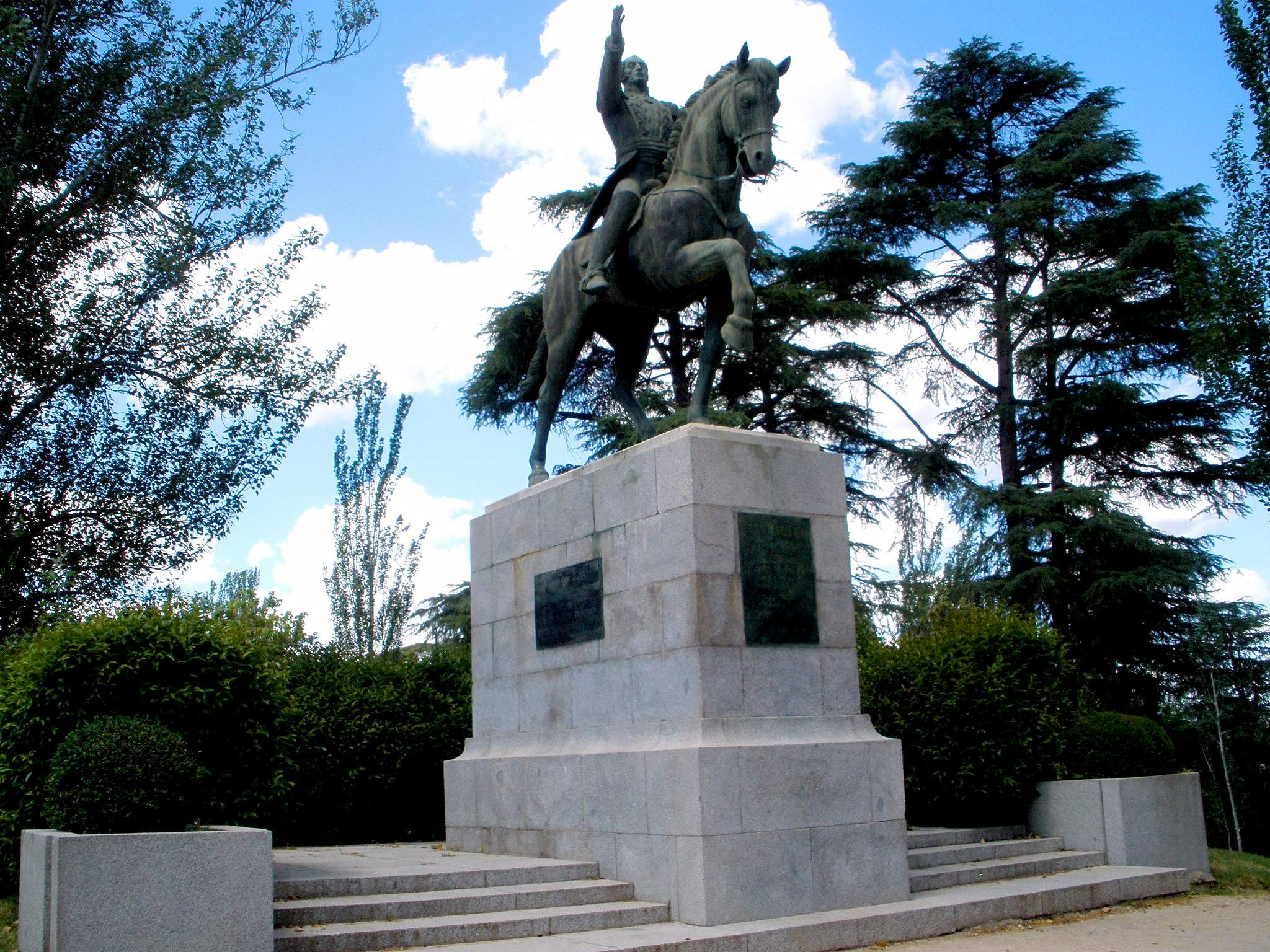
Monumento a Simón Bolívar (1970), en el Parque del Oeste de Madrid.

Entre sus obras están las siguientes:
- San Francisco de Sales (1946, Asociación de la Prensa de Madrid)
- Torcuato Luca de Tena (1954, Parque de María Luisa de Sevilla)
- Almirante Blas de Lezo (1957, Cartagena de Indias, Colombia)[2]
- Doctor Fleming (1964, plaza de toros de Las Ventas, Madrid)
- Toreros (1967, plaza de toros de Las Ventas, Madrid)
- Antorcha Olímpica (1967, Parque de la Casa de Campo, Madrid)
- Simón Bolívar (1970, Parque del Oeste, Madrid)
- Simón Bolívar (1974, Cádiz)[3]
- Doctor Antonio de Andrés (1975, Vicálvaro)[4]
- Vasco Núñez de Balboa (1975, Jerez de los Caballeros)
- Justo Arosemena (1978, Parque del Retiro, Madrid)
- Eugenio María de Hostos (1980, Parque del Oeste, Madrid)
- Simón Bolívar (1981, Sevilla)
- Fray Junípero Serra
- Santa Teresa de Jesús
- “Manolete. Su último brindis”, Premio Especial en la Exposición Nacional de Arte Taurino (plaza de toros de Maracay, Venezuela)
- Virgen de la Merced (talla policromada en madera entregada a Pío XII)
- Obispo Rosendo Salvador (Misiones de Nueva Norcia, Australia)
- Simón Bolívar (Bucaramanga, Colombia)
- Virgen de Lourdes (Caracas, Venezuela)
- Isabel la Católica (La Habana, Cuba)
- Isabel la Católica (Valparaíso, Chile)
- Fray Francisco de Vitoria (Lima, Perú)
- Sagrado Corazón de Jesús (Caracas, Venezuela)
- Andrés Bello (Bogotá, Colombia)
- César Girón (plaza de toros de Maracay, Venezuela)
- Jacinto Benavente (plaza de San Juan, Puerto Rico)
- Miguel de Cervantes (Nicaragua)
- San Marcos (San Agustín, Florida, Estados Unidos)